# OpenBTS
O OpenBTS (Open Base Transceiver Station) é um tipo de ponto de acesso GSM, permitindo a dispositivos GSM atuarem como Protocolo de Iniciação de Sessão, é um software aberto desenvolvido e mantido pela Range Networks em linguagem C++, é o primeiro software aberto a cobrir as 3 camadas mais baixas da pilha de protocolos.
O projeto foi desenvolvido por Harvind Samra e David A. Burgess com o objetivo de reduzir os custos de serviços GSM em áreas rurais, lugares remotos ou de difícil acesso e países em desenvolvimento.